# Elmer Raguse
Elmer Roy Raguse (* 9. Mai 1901 in Springfield, Massachusetts; † 2. März 1972 in Palm Beach, Florida) war ein US-amerikanischer Tontechniker.

## Leben
Elmer Raguse begann seine Filmkarriere im Tonstudio von Hal Roach, zu dessen Leiter er wurde. Bis 1932 arbeitete er am Set selbst, delegierte ab dann diese Arbeit an andere, während er selbst sich um die Tonmischung kümmerte. Zu der Zeit war diese Arbeit ein Ein-Mann-Job. In einer kleinen Gesellschaft wie bei Hal Roach, war der Tontechniker zudem für den Tonschnitt von Ton und Musik für Kurzfilme zuständig. Bis 1931 bearbeitete Raguse fast ausschließlich Kurzfilme, so z. B. Filme der Reihe Die kleinen Strolche und Filme mit dem Komikerduo Laurel und Hardy.
Raguse arbeitete an über 100 Produktionen für Kino und Fernsehen. Dabei wurde er acht Mal für den Oscar nominiert, konnte ihn jedoch nicht gewinnen. Nach seinem Rückzug ins Privatleben 1966 verbrachte er die restlichen sechs Jahre seines Lebens in Florida, bis er am 2. März 1972 in Palm Beach verstarb.

## Auszeichnungen
- 1937: Oscarnominierung für General Spanky aus der Reihe Die kleinen Strolche
- 1938: Oscarnominierung für Topper – Das blonde Gespenst (Topper)
- 1939: Oscarnominierung für Uns geht's ja prächtig (Merrily We Live)
- 1940: Oscarnominierung für Von Mäusen und Menschen (Of Mice and Men)
- 1941: Oscarnominierungen für Tumak, der Herr des Urwalds (One Million B. C.) (Beste Spezialeffekte zusammen mit Roy Seawright) und Überfall auf die Olive Branch (Captain Caution)
- 1942: Oscarnominierungen für Topper 2 – Das Gespensterschloß (Topper Returns) für Beste Spezialeffekte zusammen mit Roy Seawright und Bester Ton.

## Filmografie (Auswahl)
- 1930: Dick und Doof als Einbrecher (Night Owls)
- 1930: Angeheitert (Blotto)
- 1930: Glückliche Kindheit (Brats)
- 1930: Panik auf der Leiter (Hog Wild)
- 1930: Ohne Furcht und Tadel (The Laurel-Hardy Murder Case)
- 1930: Dick und Doof als Wohnungsagenten (Another Fine Mess)
- 1931: Hinter Schloss und Riegel (Pardon Us)
- 1931: In der Wüste (Beau Hunks)
- 1934: Laurel und Hardy: Rache ist süß  (Babes in Toyland)
- 1935: Wir sind vom schottischen Infanterie-Regiment (Bonnie Scotland)
- 1935: Fräulein Wirbelwind (Vagabond Lady)
- 1936: Das Mädel aus dem Böhmerwald (The Bohemian Girl)
- 1937: Zwei ritten nach Texas (Way Out West)
- 1938: Die Klotzköpfe (Blockheads)
- 1940: Auf hoher See (Saps at Sea)
- 1941: Topper 2 – Das Gespensterschloß (Topper Returns)
- 1948: Reise ins Verderben (Inner Sanctum)
- 1963: Eine zuviel im Bett (Move Over, Darling)
- 1964: Immer mit einem anderen (What a Way to Go!)
- 1964: Bezwinger des Todes (Fate Is the Hunter)
- 1965: Geliebte Brigitte (Dear Brigitte)
- 1965: Colonel von Ryans Express (Von Ryans Express)
- 1966: Derek Flint schickt seine Leiche (Our Man Flint)